# エーデルワイス スキーリゾート
エーデルワイススキーリゾートは、栃木県日光市にあるスキー場である。鬼怒高原開発が設置および運営。

## 概要
高原山の西側斜面に位置する。近隣のハンターマウンテン塩原と同様に初心者が気軽にアクセスできる反面、降雪や凍結となる可能性が高い日塩もみじラインをノーマルタイヤで通行しての事故や、渋滞を引き起こしたりすることもある。駐車場は終日無料。コースの一部からは、閉鎖した鶏頂山スキー場のコースを見ることができる。

## 歴史
1961年にオープンした鶏頂山スキー場の盛況ぶりをみて、鬼怒川温泉街のホテルなどが資本金4000万円で鬼怒高原開発を1969年8月に設立し、同年冬に枯木沼リフトとレストハウス設置。翌1970年に見晴リフトと見晴ロッジを設置し鶏頂高原見晴スキー場として発展オープンした。1971年には増資を行い（このときには鬼怒川川治旅館組合も出資）見晴ロッジの増築や第2リフトの設置を行った。1975年には鬼怒川ライン下りを開始し、夏場の観光需要開発も行った。

## 年表
付近のスキー場についても記述、特記以外は塩谷郡藤原町（現・日光市）に属する。
- 1960年（昭和35年）12月 - 塩原町に塩原前黒スキー場開設[2]
- 1961年（昭和36年） - 鶏頂山スキー場開業[2]
- 1963年（昭和38年）1月 - 塩原町の前黒山にスキーリフト設置[2]
- 1969年（昭和44年） - 枯木沼にスキーリフト設置[1][3]
- 1970年（昭和45年） - 鶏頂高原見晴スキー場オープン[1]
- 1987年（昭和62年）12月 - 塩原町にハンターマウンテンスキーボウル塩原開設[2]
- 1989年（平成元年）12月16日 - メイプルヒルスキーリゾートオープン[4]
- 1990年（平成2年）12月18日 - 鶏頂高原見晴スキー場をエーデルワイススキーリゾートへ改称しオープン[5]
- 2000年（平成12年）頃 - 隣接のメイプルヒルスキーリゾートと鶏頂山スキー場の営業終了

## ゲレンデ
- リフトは2021年現在5基（クワッドリフト2基、ペアリフト3基）、11コース設定されている[6]。

- 鶏頂山スキー場とメイプルヒルスキーリゾートが営業していた頃は連絡コースもあった[7]。

## 交通アクセス
- 東北自動車道・西那須野塩原ICから国道400号を塩原温泉方面へ約30km。
- 日光宇都宮道路・今市ICから国道121号を鬼怒川温泉方面へ約35km。
- 東武鉄道鬼怒川線鬼怒川温泉駅近くから龍王峡駅を経由する無料シャトルバス（営業期間中のうち土日祝日のみ運行、要予約）。

鬼怒川温泉駅周辺に専用駐車場や有料の駐車場があるので、車で行きたいが雪道に不慣れな場合はこれらを活用できる。